# Tubercithorax furcifer
Tubercithorax furcifer là một loài nhện trong họ Linyphiidae.
Loài này thuộc chi Tubercithorax. Tubercithorax furcifer được Kirill Yuryevich Eskov miêu tả năm 1988.